# Гиг, Морис
Мори́с Алекса́ндр Гиг (фр. Maurice Alexandre Guigue; 4 августа 1912, Арль — 26 февраля 2011, 12-й округ Марселя) — французский футбольный судья. Арбитр ФИФА с 1955 года.
Судья финального матча чемпионата мира 1958 года между сборными Бразилии и Швеции (5:2).

## Карьера
Играл в футбол за ряд любительских клубов Франции: «Арль» («Arles»), «Оранж» («Orange») и «Тулон» («Toulonnaise»). После завершения карьеры игрока в 1942 году, поступил на службу во жандармерию. Судейством стал заниматься с 1952 года, судил матчи национального чемпионата. В 1956 году судил финальный матч Кубка Франции, в 1958 году финальный матч Суперкубка Франции. К судейству международных матчей приступил с 1955 года.
В 1958 году был отобран ФИФА для судейства матчей финальной стадии Чемпионата мира, являлся главным судьёй четырёх поединков турнира, трёх матчей группового этапа: Бразилия — Австрия (3:0), Бразилия — СССР (2:0), Северная Ирландия — Чехословакия (2:1) и в финального матча турнира, где встретились Бразилия и Швеция (5:2).
По завершении чемпионата мира был приглашён в Бразилию, где работал на матче между клубами «Фламенго» и «Ботафого». С 1956 по 1962 судил матчи европейских кубковых турниров. Завершил судейскую карьеру в 1962 году, судейством матча Кубка Европейских чемпионов между «Реалом» и «Ювентусом» (0:1).
После этого работал футбольным функционером во Франции, также занимался подготовкой молодых футбольных арбитров. В 1976 награждён специальным призом ФИФА.
Прожил 98 лет и скончался в 2011 году в Марселе.